# Stadio Larbi Zaouli
Lo stadio Larbi Zaouli  (in arabo ملعب العربي الزاولي‎?) è un impianto sportivo polifunzionale, situato nel quartiere di Hay Mohammadi a Casablanca in Marocco. Ospita le partite casalinghe del club calcistico Tihad Athletic Sport Casablanca, (TAS Casablanca) attualmente in seconda divisione Botola Pro 2.
Lo stadio ha una capienza di 35.000 posti, ed è il secondo più grande stadio di Casablanca dopo lo stadio di Stade Mohamed V e settimo in tutto il Marocco.
Nel 1999 lo stadio ha ospitato la finale della Coppa CAF tra il Wydad Casablanca e l'Étoile Sportive.